# Riserva nazionale di fauna andina Eduardo Avaroa

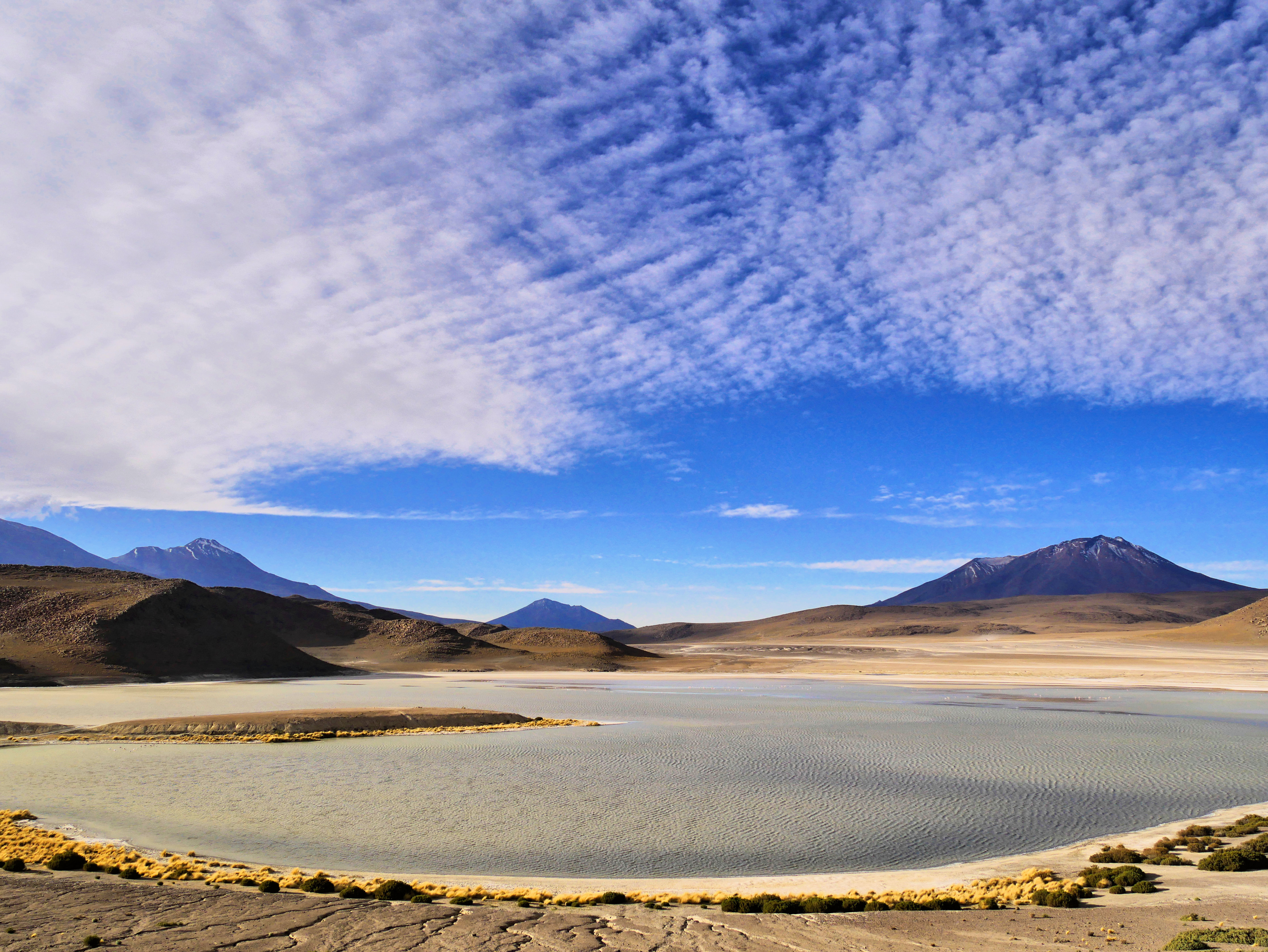
Laguna Ramaditas

La Riserva nazionale di fauna andina Eduardo Avaroa (in lingua spagnola Reserva Nacional de Fauna Andina Eduardo Avaroa, abbreviata in REA) è situata nella provincia di Sud Lípez, nella parte sudoccidentale della Bolivia. È considerata la più importante area protetta del Dipartimento di Potosí in termini di flusso turistico e con gli oltre 40.000 visitatori all'anno è la più visitata area protetta del paese. La riserva è intitolata all'eroe nazionale boliviano Eduardo Abaroa (1838-1879).

## Caratteristiche
La riserva è ubicata in una regione con rilievi irregolari, caratterizzata da estese pianure e altopiani fiancheggiati a ovest dalla catena vulcanica della Cordillera Occidental, il cui picco più importante è dato dal vulcano Licancabur. La riserva culmina proprio sulla falda nordest dell'imponente vulcano, a circa due terzi del pendio ad una altitudine di 5.415 m s.l.m., nel punto più a sudovest della Bolivia, a 22° 49' 41" di latitudine sud e 67° 52' 35" di longitudine ovest, dove passa la frontiera con il Cile.
La riserva si trova ad un'altitudine compresa tra 4200 m e 5400 m e si estende su un'area di 7147 km². Viene classificata di categoria IV dall'IUCN ed è importante soprattutto per la protezione degli uccelli, in particolare i fenicotteri, che vivono e si riproducono nelle lagune della riserva. La riserva protegge parte dell'ecoregione oligoterma dell'Altiplano delle Ande centrali.
Tra le maggiori attrazioni all'interno della riserva sono da annoverare i vulcani ancora attivi, le sorgenti termali, i geyser, le fumarole, le alte montagne e le tre specie endemiche di fenicotteri.

## Storia
La riserva faunistica è stata istituita nel 1973 e intitolata all'eroe boliviano del XIX secolo Eduardo Abaroa (1838–1879). 
Fu istituita con un Decreto Supremo (D.S.) del 13 dicembre 1973 ed ampliata con nuovo D.S. il 14 maggio del 1981. Dal 2009 l'intera riserva fa parte dei siti inclusi nella lista della Convenzione di Ramsar con il nome di Los Lípez.

## Idrografia
All'interno della riserva si trovano specchi d'acqua e alcuni tra i laghetti salati che fanno parte delle Lagunas de colores, come la Laguna Colorada e la Laguna Verde, che hanno avuto origine dal prosciugamento di paleolaghi glaciali. La loro alimentazione è assicurata da piccoli corsi d'acqua legati allo scioglimento dei vicini ghiacciai o da sorgenti sotterranee.